# أندرياس سينجر
أندرياس سينجر (16 يونيو 1946 بروجنافا في سلوفاكيا - ) هو لاعب كرة قدم سلوفاكي في مركز الدفاع.

## وصلات خارجية
- أندرياس سينجر على موقع عالم كرة القدم.نت (الإنجليزية)